# Harmonisering
Harmonisering, eller tillnärmning, innebär ett aktivt närmande av lagar eller andra författningar mellan olika administrativa enheter. Harmonisering har varit och är centralt inom Europeiska unionen för att uppnå en inre marknad med gemensamma och enhetliga regler. Gemensamma bestämmelser syftar dels till att inte snedvrida konkurrensvillkoren, dels till att underlätta gränsöverskridande handel och företagsetablering. Harmonisering uppnås vanligtvis genom direktiv, som är bindande för unionens medlemsstater med avseende på det resultat som ska uppnås, men överlåter åt de nationella myndigheterna att bestämma form och tillvägagångssätt för genomförandet. I de fall helt enhetliga bestämmelser är nödvändiga kan förordningar, som är direkt tillämpliga inom hela unionen, antas. Unionen har befogenhet att vidta harmoniseringsåtgärder endast där den har exklusiv eller delad befogenhet.
Redan i Romfördraget, som trädde i kraft den 1 januari 1958, föreskrevs en möjlighet till att utfärda direktiv i syfte att harmonisera medlemsstaternas lagar och andra författningar som direkt inverkade på den gemensamma marknadens upprättande eller funktion. Detta krävde dock enhällighet i Europeiska ekonomiska gemenskapens råd, vilket försvårade antagandet av nödvändiga harmoniseringsåtgärder för att uppnå fri rörlighet för varor, tjänster, personer och kapital. Genom europeiska enhetsakten, som trädde i kraft den 1 juli 1987, infördes en ny rättslig grund som gjorde det möjligt att harmonisera medlemsstaternas lagstiftning – utom gällande skatter och avgifter, fri rörlighet för personer och anställdas rättigheter och intressen – med enbart kvalificerad majoritet, vilket banade vägen för förverkligandet av den inre marknaden den 1 januari 1993. Harmoniseringsåtgärder kan även vidtas inom andra politikområden, till exempel inom civilrättsligt samarbete och straffrättsligt samarbete.
Om skillnaderna i lagar i olika administrativa enheter helt suddas ut uppnås unifiering.